# ドウグラス・ソウザ
ドウグラス・コレイア・デ・ソウザ（ポルトガル語: Douglas Correia de Souza, 1995年8月20日 - ）は、ブラジルの男子バレーボール選手。

## 来歴
2016年、ブラジル代表としてリオデジャネイロオリンピックに出場し金メダルを獲得した。2018年、世界選手権に出場し、チームの準優勝に貢献。自身もベストアウトサイドヒッターを受賞した。2021年も東京オリンピックに出場した。
オープンリーゲイである。

## 球歴
- ブラジル代表
  - オリンピック - 2016リオデジャネイロ、2020東京
  - 世界選手権 - 2018年
  - ネーションズリーグ - 2018年、2019年、2021年
  - ワールドカップ - 2019年
  - ワールドグランドチャンピオンズカップ - 2017年
  - ワールドリーグ - 2014年、2016年、2017年

## 所属クラブ
- EC Pinheiros (pt) （2012-2013年）
- Sao Bernardo (pt) （2013-2014年）
- Sesi Sao Paulo (pt) （2014-2018年）
- EMS Taubaté Funvic (pt) （2018-2021年）
- ヴィボ・ヴァレンツィア (it) （2021年-）

## 受賞歴
- 2018年 - 世界選手権 - ベストアウトサイドヒッター